# Web Therapy (webserie)
Web Therapy è una webserie ideata da Lisa Kudrow, Dan Bucatinsky e Don Roos, nel 2008.
Nel 2010 vi ha partecipato anche l'attrice Meryl Streep, in tre episodi speciali.
Nell'aprile 2011 Showtime ha annunciato che la webserie verrà trasmessa in televisione.

## Episodi
| Stagione         | Episodi | Pubblicazione                     |
| ---------------- | ------- | --------------------------------- |
| Prima stagione   | 15      | 22 settembre 2008                 |
| Seconda stagione | 15      | 27 aprile 2009                    |
| Terza stagione   | 18      | 19 aprile 2010 - 13 novembre 2010 |